# João Machado Rollemberg
João Machado Rollemberg Mendonça (Japoatã, 21 de junho de 1927) é um político brasileiro. Exerceu o mandato de deputado federal constituinte em 1988. É filho de Agenor Heitor de Mendonça e de Julieta Rolemberg de Mendonça. Casou-se com Maria Bernardete Alves Rolemberg de Mendonça, e teve oito filhos.
Formado em engenharia civil foi industrial e proprietário rural em seu estado de origem. Tornou-se secretário da Fazenda durante o governo de Luís Garcia (1959-1963). Em fevereiro 1963 assumiu sua cadeira como deputado federal na legenda da Aliança Nacional Trabalhista.

## Biografia
Nascido em Japoatã em 21 de julho de 1927, filho de Julieta Rollemberg de Mendonça e de Agenor Heitor de Mendonça. João Machado Rollemberg Mendonça iniciou os estudos no município de Propiá, concluindo o ensino primário em Aracaju, após ter passado brevemente pelo Colégio Salesiano.
Em 1941 entrou para o Colégio Atheneu Sergipense, onde estudou durante o ginásio. Em 1943 ganhou o Prêmio Nobre de Lacerda durante sessão solene no Instituto Histórico e Geográfico de Sergipe, prêmio concedido, na época, para o melhor aluno do colégio. Um ano depois, foi nomeado presidente da Associação dos Estudantes Secundários de Sergipe.
Adentrou na Escola Politécnica da Universidade Federal da Bahia em 1948 para cursar engenharia civil, se formando então em 1952. Conseguiu a patente de aspirante da reserva na arma de Artilharia, no Centro de Preparação de Oficiais da Reserva em Salvador.
Depois de formado e de volta para Aracaju João montou, junto com Euvaldo Diniz, uma construtora chamada Diniz Machado, responsável por construir casas populares na região. E logo em seguida, conquistou a Cerâmica Santa Cruz. Casou-se com Maria Bernardete Alves Rolemberg de Mendonça em 1954, com quem teve o total de sete filhos. Dois anos depois construiu o edifício mais elevado de Aracaju (11 pavimentos) – o Edifício Atalaia finalizado e inaugurado em 1958, lançando a primeira grande construção imobiliária do Município.
Foi nomeado em 1961 como conselheiro da Escola Técnica Federal de Sergipe pelo Juscelino Kubitschek, responsável por representar o Conselho Regional de Engenharia e Arquitetura da Bahia e Sergipe. No final dos anos 60 e início dos anos 70 construiu o Jacques Hotel e o Grande Hotel.

## Vida Política
Após o golpe militar de 1964, responsável por eliminar os partidos políticos e instaurar o bipartidarismo, Luís filiou-se à Aliança Renovadora Nacional (Arena) criado em 1965 com a finalidade de dar sustentação política à ditadura militar, e em 1966 se reelegeu.
No seu segundo mandato participou ativamente das comissões do Distrito Federal e de Transportes e Comunicação da Câmara dos Deputados. Teve o mandato cassado em abril de 1969 e seus direitos políticos interrompidos durante 10 anos, com base no AI-5.
Com o fim do bipartidarismo, João só veio se filiar a uma legenda em maio de 1986, integrando ao Partido da Frente Liberal. E elegeu-se deputado federal constituinte em novembro.
Em fevereiro de 1989 deixou a Câmara dos Deputados para ir a Secretaria de Obras e Saneamento no governo de Antônio Carlos Valadares durante os anos 1987 e 1991, retornando à Câmara apenas em janeiro de 1990. Em janeiro de 1991 deixou a Câmara dos Deputados ao fim da legislatura. Quando decidiu aplicar-se às funções industriais e à agropecuária, abandonando assim sua vida pública.

No dia 30 de outubro de 2017, João ganhou a Medalha Do Mérito Aperipê. A Ordem do Mérito Aperipê é a mais alta condecoração dada pelo governo do Estado e destina-se a destacar personalidades e instituições que prestam ou prestaram serviços relevantes ao Sergipe e ao país.